# Università di Baghdad
L'Università di Baghdad (in arabo جامعة بغداد‎?, Jāmiʿat Baghdād) è la più grande università di Baghdad, la capitale dell'Iraq, e la seconda di tutto il mondo arabo, dopo quella del Cairo in Egitto. Essa fu costituita per decreto nel 1957 (l'anno prima del colpo di Stato repubblicano) ed è situata vicino al fiume Tigri.
I suoi edifici sono stati disegnati dall'architetto tedesco Walter Gropius, ma anche gli architetti statunitensi Louis McMillen e Robert McMillan hanno garantito il loro apporto professionale.
L'università vanta 24 college (equivalenti alle facoltà), 5 istituti superiori e 9 centri di ricerca. Oltre che a Baghdad, ha sedi decentrate a Mosul e a Bassora, le due principali città irachene.

## Storia
Già nel 1908, quindi in epoca ottomana, esisteva una facoltà di giurisprudenza, seguita nel 1921 (anno di nascita del Regno dell'Iraq) da un Istituto superiore di istruzione e due anni dopo da una facoltà destinata alla preparazione dei docenti universitari. Nel 1927 fu la volta della facoltà di Medicina e nel 1936 di Farmacia. Nel 1942 fu aperta una facoltà destinata alle donne, intitolata alla regina ʿĀliya, moglie di Ghāzī I. Nel 1949 furono inaugurate la facoltà di Lettere (College of Arts) e quella di Scienze, mentre la facoltà di Agricoltura vide la luce nel 1950 ad Abu Ghraib.
Dal 20 novembre 2012 il rettore è il dottor ʿAlāʾ ʿAbd al-Ḥusayn al-Kashwān.
Dalla invasione dell'Iraq del 2003, centinaia di studenti sono stati uccisi, sequestrati o minacciati, nell'intento perseguito da varie organizzazioni di resistenza e terroristiche di eliminare le forze intellettuali irachene, nel quadro della distruzione delle strutture civili statali esistenti.